# Trillium (tecknad serie)
Trillium är en tecknad science fictionserie i åtta delar skapad av Jeff Lemire och som publicerades av Vertigo Comics mellan juli 2013 och april 2014. Serien är en kärlekshistoria med inslag av tidsresor och alternativa dimensioner. Handlingen kretsar kring huvudpersonerna William Pike, en veteran från första världskriget, som 1921 leder en expedition i sökandet efter ett försvunnet inkatempel i Peru, och Nika Temsmith, en botanist som, år 3797, undersöker en mystisk växt i utkanten av de koloniserade delarna av rymden. Åtskilda av tusentals år, riskerar Williams och Nikas spirande kärlek att hota själva rumtidsväven. Lemire har själv hävdat att han vid skapandet av Trillium blev influerad av verk av Arthur C. Clarke och Moebius samt den tecknade serien Saga.